# 오가와정 (구마모토현)
오가와정(일본어: 小川町)은 일본 구마모토현 중부에 위치했던 정이다.  2005년 1월 15일, 우토군 미스미정, 시라누히정 및 시모마시키군 마쓰바세정, 도요노정과 합병해 우키시가 되었기 때문에 자치체로서는 소멸하였다. 이후 우키시 오가와정이 되었다.

## 역사
- 1889년 4월 1일 - 정촌제 시행에 의해 오가와정, 고노에촌, 오노헤타촌, 가이토촌이 성립하였다.
- 1955년 - 고노에촌, 오노헤타촌이 합병해, 에키난촌이 성립하였다.
- 1958년 - 오가와정, 에키난촌, 가이토촌이 합병해 오가와정이 성립하였다.
- 2005년 1월 15일 - 미스미정, 시라누히정 마쓰바세정, 도요노정과 합병해, 우키시가 성립하였다.

## 교통

### 철도
- 규슈 여객철도
  - 가고시마 본선

### 도로
- 규슈 자동차도
- 국도 3호선

## 참고 문헌
- 角川日本地名大辞典編纂委員会, 『角川日本地名大辞典 43 熊本県』1987, 角川書店